# Bombomyia aequisexa
Bombomyia aequisexa är en tvåvingeart som först beskrevs av Paramonov 1955.  Bombomyia aequisexa ingår i släktet Bombomyia och familjen svävflugor. Inga underarter finns listade i Catalogue of Life.